# W73
Pour les articles homonymes, voir W73 (homonymie).

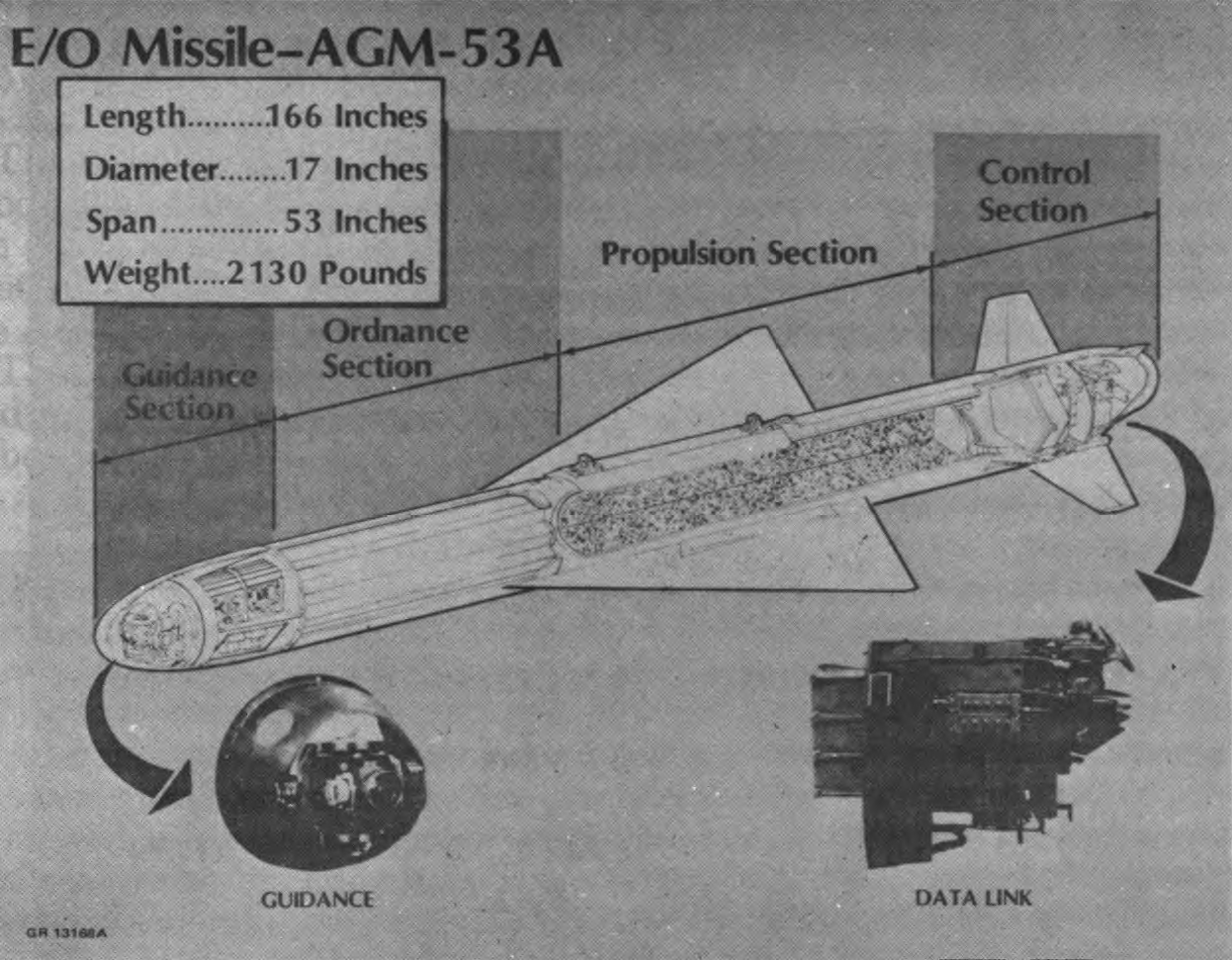
Un plan conçu du W73

La W73 était une ogive atomique américaine prévue pour le missile air-sol Condor.
Son développement a été arrêté en 1970 en faveur d'une charge explosive conventionnelle. Aucune ogive n'a été fabriquée. 
Le programme du missile sol-air Condor, approuvé pour la production en 1975, a été arrêté en 1976.
Les paramètres de la W73 sont peu documentés officiellement. Le missile Condor avait un diamètre de 17 pouces et emportait une charge conventionnelle pesant 268 kilogrammes.
Selon des rumeurs, la W73 était une variante dérivée de la B61.